# Pa-i Siang-tchan
Pa-i Siang-tchan (čínsky pchin-jinem Bāyī Xiāngtán, znaky zjednodušené 八一湘潭) byl čínský vojenský fotbalový klub, který sídlil ve městě Siang-tchan v provincii Chu-nan. Založen byl v roce 1951 pod názvem Čung-kuo žen-min ťie-fang ťün Pa-i tuej (čínsky pchin-jinem Zhōngguó rénmín jiěfàng jūn Bāyī dui, znaky zjednodušené 中国人民解放军八一队). Jednalo se o fotbalový oddíl Čínské lidové osvobozenecké armády. Původně sídlil v Pekingu, do Siang-tchanu byl převelen teprve v roce 2002. Zanikl v roce 2003 z důvodu postupné modernizace čínského fotbalu. Největším úspěchem klubu byl zisk čínského poháru v ročníku 1990. Klubové barvy byly červená, žlutá a bílá. V čínské nejvyšší fotbalové soutěži působil celkem 15 ročníků (sezóny 1987–1998 a 2001–2003).
Své domácí zápasy odehrával v Siang-tchanském sportovním centru.
Plný název klubu byl Fotbalový klub Pa-i Siang-tchan (čínsky v českém přepisu Pa-i Siang-tchan cu-čchiou ťü-le-pu, pchin-jinem Bāyī Xiāngtán zúqiú jùlèbù, znaky zjednodušené 八一湘潭足球俱乐部)

## Historické názvy
- 1951 – Čung-kuo žen-min ťie-fang ťün Pa-i tuej (Čung-kuo žen-min ťie-fang ťün Pa-i tuej cu-čchiou ťü-le-pu)
- 1994 – Pa-i (Pa-i cu-čchiou ťü-le-pu)
- 1999 – Pa-i Ťin-suej (Pa-i Ťin-suej cu-čchiou ťü-le-pu)
- 2000 – Pa-i Čen-pang (Pa-i Čen-pang cu-čchiou ťü-le-pu)
- 2003 – Pa-i Siang-tchan (Pa-i Siang-tchan cu-čchiou ťü-le-pu)
- 2003 – zánik

## Získané trofeje
- Čínský fotbalový pohár (1×)
  - 1990

## Umístění v jednotlivých sezonách
Stručný přehled
Zdroj:
- 1987–1998: Chinese Jia-A League
- 1999–2000: Chinese Jia-B League
- 2001–2003: Chinese Jia-A League

Jednotlivé ročníky
Zdroj:
Legenda: Z - zápasy, V - výhry, R - remízy, P - porážky, VG - vstřelené góly, OG - obdržené góly, +/- - rozdíl skóre, B - body, červené podbarvení - sestup, zelené podbarvení - postup, fialové podbarvení - reorganizace, změna skupiny či soutěže
| Čínská lidová republika (1987 – 2003) |                      |        |    |    |       |    |    |    |     |    |        |
| Sezóny                                | Liga                 | Úroveň | Z  | V  | R     | P  | VG | OG | +/- | B  | Pozice |
| 1987                                  | Chinese Jia-A League | 1      | 14 | 4  | 5     | 5  | 19 | 23 | -4  | 17 | 5.     |
| 1988                                  | Chinese Jia-A League | 1      | 20 | 7  | 9     | 4  | 21 | 16 | +5  | 34 | 8.     |
| 1989                                  | Chinese Jia-A League | 1      | 14 | 4  | 6     | 4  | 10 | 12 | -2  | 20 | 4.     |
| 1990                                  | Chinese Jia-A League | 1      | 14 | 5  | 7     | 2  | 14 | 8  | +6  | 27 | 2.     |
| 1991                                  | Chinese Jia-A League | 1      | 14 | 5  | 4     | 5  | 15 | 15 | 0   | 15 | 5.     |
| 1992                                  | Chinese Jia-A League | 1      | 14 | 6  | 3     | 5  | 22 | 17 | +5  | 15 | 4.     |
| 1993                                  | Chinese Jia-A League | 1      | 12 | 3  | 2 / 0 | 7  | 14 | 19 | -5  | 10 | 5.     |
| 1994                                  | Chinese Jia-A League | 1      | 22 | 6  | 9     | 7  | 15 | 19 | -4  | 21 | 9.     |
| 1995                                  | Chinese Jia-A League | 1      | 22 | 5  | 8     | 9  | 24 | 23 | +1  | 23 | 9.     |
| 1996                                  | Chinese Jia-A League | 1      | 22 | 8  | 11    | 3  | 28 | 19 | +9  | 35 | 3.     |
| 1997                                  | Chinese Jia-A League | 1      | 22 | 5  | 10    | 7  | 22 | 34 | -12 | 25 | 10.    |
| 1998                                  | Chinese Jia-A League | 1      | 26 | 8  | 5     | 13 | 27 | 37 | -10 | 29 | 13.    |
| 1999                                  | Chinese Jia-B League | 2      | 22 | 10 | 6     | 6  | 35 | 25 | +10 | 36 | 5.     |
| 2000                                  | Chinese Jia-B League | 2      | 22 | 9  | 9     | 4  | 34 | 19 | +15 | 36 | 2.     |
| 2001                                  | Chinese Jia-A League | 1      | 26 | 5  | 10    | 11 | 24 | 36 | -12 | 25 | 12.    |
| 2002                                  | Chinese Jia-A League | 1      | 28 | 6  | 12    | 10 | 27 | 41 | -14 | 30 | 13.    |
| 2003                                  | Chinese Jia-A League | 1      | 28 | 6  | 4     | 18 | 23 | 59 | -36 | 22 | 14.    |

## Účast v asijských pohárech
Zdroj:
| Ročník | Soutěž                    | Kolo               | Klub                 | Doma | Venku | Celkem   |
| ------ | ------------------------- | ------------------ | -------------------- | ---- | ----- | -------- |
| 1987   | Asijské mistrovství klubů | Předkolo (sk. 5)   | Klub 25. dubna       | 2:0  | 2:0   | 1. místo |
| 1987   | Asijské mistrovství klubů | Předkolo (sk. 5)   | Hap Kuan             | 3:0  | 3:0   | 1. místo |
| 1987   | Asijské mistrovství klubů | Semifinále (sk. 2) | Federal Territory FA | 1:1  | 1:1   | 4. místo |
| 1987   | Asijské mistrovství klubů | Semifinále (sk. 2) | Kazma SC             | 0:1  | 0:1   | 4. místo |
| 1987   | Asijské mistrovství klubů | Semifinále (sk. 2) | Yomiuri FC           | 0:2  | 0:2   | 4. místo |